# پاتریک فراج
پاتریک فراج (انگلیسی: Patrick Fradj؛ زادهٔ ۱۱ مارس ۱۹۹۲) بازیکن فوتبال اهل فرانسه است.
از باشگاه‌هایی که در آن بازی کرده‌است می‌توان به باشگاه فوتبال لانس اشاره کرد.